# Alberto Ascari
Alberto Antonio Ascari, mais conhecido como Alberto Ascari (Milão, 13 de julho de 1918 — Monza, 26 de maio de 1955) foi um automobilista de Fórmula 1 e uma das primeiras estrelas da Ferrari.

## Biografia
Nascido em Milão, Itália, Ascari tinha a velocidade nas suas veias, seu pai Antonio Ascari foi um talentoso piloto nos anos 1920, correndo com Alfa Romeos. Antonio morreu enquanto liderava o Grande Prêmio da França em 1925 mas o jovem Ascari tinha interesse em corridas ao invés de ódio. Ele pilotou motocicletas no princípio de sua carreira; foi depois que ele entrou na prestigiada Mille Miglia num carro esporte da Ferrari que ele começou a pilotar veículos de quatro rodas.
Sua carreira de piloto foi interrompida durante a Segunda Guerra Mundial, depois começou a correr Grandes Prêmios com a Maserati. Seu companheiro de equipe Luigi Villoresi, que foi mentor e amigo de Alberto. Ele venceu seu primeiro Grande Prêmio em San Remo, Itália em 1948 e venceu outra corrida no ano seguinte pela mesma equipe. Seu maior sucesso depois de se juntar a Villoresi na Ferrari; ele venceu mais três corridas.

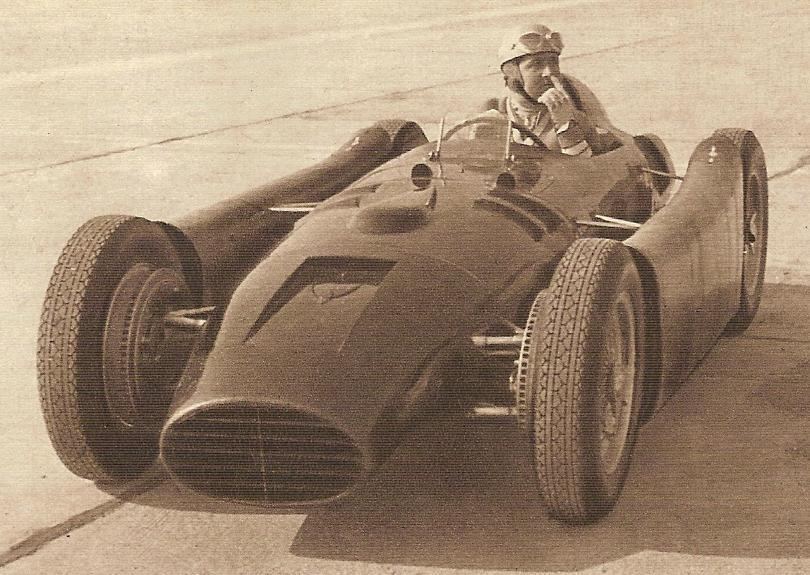
Ascari no Lancia D50 em 1954

A primeira temporada oficial de Fórmula 1 começou em 1950 e a Ferrari estreou em Monte Carlo com Ascari, Villoresi e o popular piloto francês Raymond Sommer na equipe. Ascari terminou em segundo na corrida e depois no ano compartilhou o segundo lugar na primeira corrida em Monza. Ele foi apenas o quinto no campeonato. Ele venceu sua primeira corrida de F1 na temporada seguinte, em 1951 em Nurburgring e venceu também em Monza, terminando em 2.º atrás do argentino Juan Manuel Fangio.
Devido ao sucesso na Europa, Enzo Ferrari forneceu um carro a Alberto para a Indianapolis 500 em 1952. Ascari foi o único piloto europeu a correr na Indy em 11 anos de Fórmula 1, mas seu dia acabou em 40 voltas. Aquela foi a única vez que ele não venceu um corrida a contar para o campeonato mundial de pilotos naquela temporada. A Ferrari de Ascari dominou em 1952, vencendo todas as seis corridas na Europa daquela temporada e tendo a volta mais rápida em todas as corridas. Ele quase marcou a quantidade máxima de pontos que um piloto podia conseguir.
Ele venceu mais três corridas consecutivas no começo da temporada de 1953, dando a ele nove vitórias consecutivas (não contando a Indy) antes do término da série quando terminou em quarto na França, esta que foi uma corrida muito disputada. Ele venceu mais duas vezes no ano dando-lhe mais um título mundial. Ascari não continuou em 1954 devido a não finalizar quatro corridas, embora ele tenha vencido em Mille Miglia.

## Morte
Sua temporada de 1955 começou de maneira similar, abandonando duas vezes, o último foi um espetacular acidente em Mônaco onde ele bateu dentro do porto depois de passar por uma chicane. Uma semana depois, em 26 de maio, ele foi a Monza para testar um carro esporte Ferrari e bateu em uma das curvas. Ele morreu no acidente, uma morte que ainda é um tanto misteriosa. A curva onde o acidente aconteceu ganhou seu nome, a Variante Ascari.
Sepultado no Cemitério Monumental de Milão.

## Legado
Alberto Ascari está enterrado próximo a seu pai no Cimitero Monumentale em Milão.
Em 1992, ele foi indicado para o International Motorsports Hall of Fame.
Ascari, junto a Varzi  é considerado o melhor piloto italiano depois de Nuvolari, ambos seguidos, de acordo com uma quase unanimidade por Nino Farina. Além de ter sido o mais duro rival de Juan Manuel Fangio. Alberto venceu 47 de 56 corridas internacionais das quais participou. Embora seja uma opinião minoritária, alguns, como Mario Andretti, o consideram superior ao próprio Fangio.
Foi eleito pela revista Inglesa "Times" como o décimo primeiro melhor piloto de F1 de todos os tempos, O primeiro da lista é Jim Clark seguido de Ayrton Senna e Michael Schumacher em terceiro.

## Resultados na Fórmula 1
(Legenda): (Corrida em negrito indica pole position e em itálico indica volta mais rápida.)
| Ano  | Equipe                    | Chassis       | Motor             | 1         | 2          | 3         | 4          | 5          | 6          | 7          | 8          | 9         | Pontos       | Posição  |
| ---- | ------------------------- | ------------- | ----------------- | --------- | ---------- | --------- | ---------- | ---------- | ---------- | ---------- | ---------- | --------- | ------------ | -------- |
| 1950 | Scuderia Ferrari          | Ferrari 125   | Ferrari 125 V12c  | GBR       | MON 2.º P  | Indy      | SUI Ret P  |            | FRA DNS P  |            |            |           | 11           | 5.º      |
| 1950 | Scuderia Ferrari          | Ferrari 275   | Ferrari 275 V12   | GBR       |            | Indy      |            | BEL 5.º P  |            |            |            |           | 11           | 5.º      |
| 1950 | Scuderia Ferrari          | Ferrari 375   | Ferrari 275 V12   | GBR       |            | Indy      |            |            |            | ITA 2.º2 P |            |           | 11           | 5.º      |
| 1951 | Scuderia Ferrari          | Ferrari 375   | Ferrari 375 V12   | SUI 6.º P | Indy       | BEL 2.º P | FRA 2.º2 P | GBR Ret E  | ALE 1.º E  | ITA 1.º P  | ESP 4.º P  |           | 251 (28)     | 2.º      |
| 1952 | Scuderia Ferrari          | Ferrari 375   | Ferrari 375S V12  | SUI       | Indy Ret F |           |            |            |            |            |            |           | 361 (53.5)   | 1.º      |
| 1952 | Scuderia Ferrari          | Ferrari 500   | Ferrari 500 L4    | SUI       |            | BEL 1.º E | FRA 1.º P  | GBR 1.º P  | ALE 1.º E  | HOL 1.º P  | ITA 1.º3 P |           | 361 (53.5)   | 1.º      |
| 1953 | Scuderia Ferrari          | Ferrari 500   | Ferrari 500 L4    | ARG 1.º P | Indy       | HOL 1.º P | BEL 1.º P  | FRA 4.º P  | GBR 1.º3 P | ALE 8.º P  | SUI 1.º P  | ITA Ret P | 34.51 (46.5) | 1.º      |
| 1954 | Officine Alfieri Maserati | Maserati 250F | Maserati 250F1 L6 | ARG       | Indy       | BEL       | FRA Ret P  | GBR Ret4 P | ALE        | SUI        |            |           | 1.1          | 25.º     |
| 1954 | Scuderia Ferrari          | Ferrari 625   | Ferrari 625 L4    | ARG       | Indy       | BEL       |            |            | ALE        | SUI        | ITA Ret P  |           | 1.1          | 25.º     |
| 1954 | Scuderia Lancia           | Lancia D50    | Lancia DS50 V8    | ARG       | Indy       | BEL       |            |            | ALE        | SUI        |            | ESP Ret P | 1.1          | 25.º     |
| 1955 | Scuderia Lancia           | Lancia D50    | Lancia DS50 V8    | ARG Ret P | MON Ret P  | Indy      | BEL        | HOL        | GBR        | ITA        |            |           | 0            | NC (49º) |

- ↑1  Nos descartes
- ↑2  Dividiu 6 pontos com Dorino Serafini na Itália de 1950 e com José Froilán González na França de 1951. Na divisão, Ascari marcou 3 pontos nas duas provas.
- ↑3  Dividiu 1 ponto pela volta mais rápida com José Froilán González nos GPs: Itália de 1952 e na Inglaterra de 1953. Ascari marcou 0.5 ponto nas duas provas.
- ↑4  Dividiu 1 ponto com 7 pilotos que também fizeram a volta mais rápida no GP da Grã-Bretanha de 1954. Ascari marcou 0.1 ponto.

### Vitórias de Alberto Ascari na Fórmula 1
- GP da Alemanha de 1951
- GP da Itália de 1951
- GP da Bélgica de 1952
- GP da França  de 1952
- GP da Grã-Bretanha de 1952
- GP da Alemanha de 1952
- GP dos Países Baixos de 1952
- GP da Itália de 1952
- GP da Argentina  de 1953
- GP dos Países Baixos de 1953
- GP da Bélgica de 1953
- GP da Grã-Bretanha de 1953
- GP da Suíça de 1953

## Outros resultados

### 500 Milhas de Indianápolis
| Ano  | Equipe           | Chassi              | Motor       | Largada | Chegada  |
| ---- | ---------------- | ------------------- | ----------- | ------- | -------- |
| 1952 | Scuderia Ferrari | Ferrari 375 Special | Ferrari V12 | 19.º    | DNF 31.º |

### 24 Horas de Le Mans[4]
| Ano  | Classe | N# | Equipe           | Co-Pilotos      | Chassis                               | Motor            | Pneus | Largada | Final    | Clas. Pos | Voltas |
| ---- | ------ | -- | ---------------- | --------------- | ------------------------------------- | ---------------- | ----- | ------- | -------- | --------- | ------ |
| 1952 | S3.0   | 62 | Scuderia Ferrari | Luigi Villoresi | Ferrari 250 S Berlinetta Vignale      | Ferrari 3.0L V12 | P     | -       | DNF 52.º | 12.º      | 0      |
| 1953 | S5.0   | 12 | Scuderia Ferrari | Luigi Villoresi | Ferrari 340 MM Pininfarina Berlinetta | Ferrari 4.5L V12 | P     | -       | DNF 27.º | 8.º       | 229    |

### 12 Horas de Sebring
| Ano  | Equipe              | Co-pilotos      | Carro      | Classe | Voltas | Pos.       | Class Pos. |
| ---- | ------------------- | --------------- | ---------- | ------ | ------ | ---------- | ---------- |
| 1954 | Scuderia Lancia Co. | Luigi Villoresi | Lancia D24 | S5.0   | 87     | DNF Freios | DNF Freios |

### 24 Horas de Spa
| Ano  | Equipe           | Co-pilotos      | Carro                                 | Classe | Voltas | Pos.          |               |
| ---- | ---------------- | --------------- | ------------------------------------- | ------ | ------ | ------------- | ------------- |
| 1953 | Scuderia Ferrari | Luigi Villoresi | Ferrari 375 MM Pininfarina Berlinetta | S      | 216    | DNF Embreagem | DNF Embreagem |

### Mille Miglia
| Ano  | Equipe              | Co-pilotos        | Carro                                 | Classe   | Voltas       | Pos.         |
| ---- | ------------------- | ----------------- | ------------------------------------- | -------- | ------------ | ------------ |
| 1940 | Alberto Ascari      | Giovanni Minozzi  | Auto Avio Costruzioni 815             | 1,5      | DNF          | DNF          |
| 1948 | Scuderia Ambrosiana | Guerino Bertocchi | Maserati A6GCS                        | S2./+2.0 | DNF          | DNF          |
| 1950 | Scuderia Ferrari    | Senesio Nicolini  | Ferrari 275 S Barchetta Touring       | S+2.0    | DNF Acidente | DNF Acidente |
| 1951 | Scuderia Ferrari    | Senesio Nicolini  | Ferrari 340 America Barchetta Touring | S/GT+2.0 | DNF Acidente | DNF Acidente |
| 1954 | Scuderia Lancia     | -                 | Lancia D24                            | S+2.0    | 1.º          | 1.º          |

### Carrera Panamericana
| Ano  | Equipe                   | Co-pilotos        | Carro                             | Classe | Voltas       | Pos.         |
| ---- | ------------------------ | ----------------- | --------------------------------- | ------ | ------------ | ------------ |
| 1951 | Centro Deportivo Italian | Luigi Villoresi   | Ferrari 212 Inter Vignale         | IC     | 2.º          | 2.º          |
| 1952 | Indústrias 1-2-3         | Giuseppe Scotuzzi | Ferrari 340 México Vignale Spyder | S      | DNF Acidente | DNF Acidente |